# Union Bancaire Privée
Union Bancaire Privée (UBP SA) è stata fondata da Edgar de Picciotto nel 1969. Si annovera tra le banche private con la maggiore capitalizzazione e svolge un ruolo di punta nel wealth management con 160,4 miliardi di CHF di capitali in gestione.
UBP è specializzata nella gestione patrimoniale per i clienti privati e istituzionali. Ha sede a Ginevra, in Svizzera, e un organico di 1’904 collaboratori.

## Storia
Edgar de Picciotto ha fondato la Compagnie de Banque et d'Investissements (CBI) a Ginevra l'11 novembre 1969. Nel 1990 ha acquisito la TDB-American Express Bank; in seguito a questa fusione, la società ha preso il nome di Union Bancaire Privée (UBP). Il Gruppo ha quindi proseguito il suo sviluppo con l'acquisizione della Discount Bank and Trust Company nel 2002.
Nel 2008 banca è stata coinvolta nel vortice dello scandalo del grande truffatore statunitense Bernard Madoff e aveva incontrato difficoltà finanziarie. Costringendo il fondatore, Edgar de Picciotto, che aveva lasciato la guida dell'azienda ai figli e al nipote, è stato costretto a rientrare. Attraverso il suo intervento nel business operativo, de Picciotto riuscì a rimettere la banca sulla buona strada.
Nel 2011 la banca ha rilevato ABN AMRO Bank Switzerland, una pura banca privata svizzera che fa parte del gruppo bancario olandese. Nello stesso anno ha espanso le sue attività in Asia, realizzando due joint venture con la società TransGlobe a Hong Kong e Taiwan. Nel 2012 ha acquisito Nexar Capital Group, una società di fondi di hedge fund con sede a Parigi e uffici anche a Londra, Jersey e New York.
Nel mese di maggio 2013 ha annunciato l'acquisizione dell'attività di private banking internazionale di Lloyds Banking Group.
Il 26 marzo 2015 UBP ha firmato un accordo con Royal Bank of Scotland Group per acquisire le attività di private banking di una sua affiliata, Coutts & Co International. In questo modo UBP ha assunto il controllo delle entità presenti in Svizzera, nel Principato di Monaco e in Medio Oriente
Nel mese di maggio 2016 ha firmato un accordo con SEB, un gruppo finanziario scandinavo, che consente a UBP di proporre la gamma lussemburghese di fondi SEB a clienti istituzionali e distributori terzi.
Nel gennaio 2017 ha annunciato un'importante collaborazione con Partners Group, gestore globale di investimenti sui mercati privati.
Nel mese di maggio 2018 UBP ha annunciato l’acquisizione di Banque Carnegie Luxembourg.
Nel mese di luglio 2018, UBP ha ampliato l’attività nel Regno Unito con l'acquisizione di ACPI.
Nel gennaio 2019 l'agenzia di rating Moody's ha assegnato a UBP un rating a lungo termine di Aa2 («long-term Aa2 deposit rating») con outlook stabile.
Nel 2021 UBP ha concluso altre due acquisizioni: la prima è Millennium Banque Privée, filiale ginevrina di private banking della banca portoghese Banco Comercial Português, che ha consentito a UBP di ampliare la sua presenza sui mercati di lingua portoghese e di rafforzare la sua presenza a Ginevra. La seconda è l’attività lussemburghese di wealth management di Danske Bank, Danske Bank International, che ha portato alla filiale lussemburghese di UBP capitali in gestione per oltre 33 miliardi di franchi.

## Attività

### Private banking
UBP si avvale di oltre 300 gestori privati in numerosi paesi del mondo e propone una gamma diversificata di mandati di gestione e servizi di consulenza.

### Pianificazione patrimoniale
UBP è dotata di un team di specialisti suddivisi per area geografica, al fine di offrire ai clienti un approccio globale in materia di strutturazione patrimoniale (wealth structuring). Il team aiuta i clienti a identificare adeguate strategie di strutturazione patrimoniale. UBP non propone alcuna struttura al suo interno, pertanto il team lavora in stretta collaborazione con una rete internazionale di specialisti esterni.
Avvalendosi della gamma di servizi di Family Office Advisory, UBP offre servizi di consulenza per single-family office e di intermediazione di multi-family office. Family Office Advisory offre il proprio supporto a famiglie facoltose provenienti da tutto il mondo per la costituzione del loro single-family office o le aiuta a selezionare il multi-family office adatto.

### Asset management
In qualità di asset manager globale, UBP propone un’amewrewpia gamma di soluzioni d’investimento sintonizzate sulle esigenze dei suoi clienti istituzionali. La Banca offre agli investitori la sua vasta competenza in materia di asset allocation, azioni, obbligazioni, strategie di diversificazione e fondi di fondi alternativi.

### Investimenti alternativi
Attiva negli investimenti alternativi sin dal 1970, nel corso dei decenni UBP ha creato una solida gamma di servizi di consulenza in hedge fund e gestisce numerosi fondi e mandati personalizzati. Con l’acquisizione di Nexar, avvenuta nel 2012, la Banca ha riconfermato il suo impegno incessante nei confronti dell’industria alternativa.
Nell’aprile del 2013, UBP ha annunciato la sua partnership con Guggenheim Fund Solutions (GFS), specializzato nei conti gestiti per tutte le strategie di hedge fund. Questa collaborazione ha permesso di creare una nuova piattaforma di hedge fund.

### Sales & Trading
I servizi offerti da UBP includono consulenza, prodotti strutturati, trading e intermediazione di azioni, arbitraggio sulle azioni, trading di divise e di metalli preziosi, operazioni a termine («forward») e derivati nonché operazioni di tesoreria e trading obbligazionario. La Banca si avvale di oltre 40 specialisti del trading che lavorano in collaborazione con i gestori privati.

### Filosofia d’investimento
Ogni anno UBP pubblica le sue prospettive annuali, con le quali offre una panoramica degli eventi macroeconomici verificatisi nell’anno trascorso e le convinzioni della Banca in materia di investimenti per l’anno successivo.

### Situazione finanziaria
Al 31 dicembre 2021 il totale di bilancio di UBP ha raggiunto 38,7 miliardi di franchi. Grazie al suo approccio conservativo in materia di gestione dei rischi e di bilancio, la Banca continua a disporre di una solida base finanziaria, con un livello elevato di liquidità. Con un indice di capitalizzazione Tier 1 del 25,2% (al 31 dicembre 2021), UBP si annovera tra le banche svizzere con la migliore capitalizzazione.